# Even If You Don't
Even If You Don't är en låt av det amerikanska rockbandet Ween. Låten släpptes som den första singeln från albumet White Pepper släppt 2000. Ween har spelat låten live nästan 200 gånger.
AllMusic-kritikern Stephen Thomas Erlewine tyckte att låten var en av de bästa från albumet.

## Låtlista

### CD
Innehåller en QuickTime video av "Even If You Don't" regisserad av Matt Stone och Trey Parker, skaparna av den animerade komedi serien South Park.
Låtlista:
1. "Even If You Don't" - 3:17
2. "Cornbread Red" - 3:59
3. "Cornbread Red (dub mix)" - 6:41[4]

### 7"
Låtlista:
1. "Even If You Don't" - 3:17
2. "Cornbread Red" - 3:59[5]